# Condé (1904)
El Condé fue un crucero acorazado de la Marina Francesa, construido en los astilleros de Lorient, en Francia, y botado en marzo de 1902.

## Historia operacional
Durante la Primera Guerra Mundial, formó parte del Escuadrón Atlántico, junto a sus gemelos Gloire, Marseillaise y Amiral Aube, en servicio de escolta por el Atlántico.
Fue dado de baja del servicio activo en 1933 y usado como blanco.

## Anexos
- Anexo:Cruceros acorazados por país

- Datos: Q5782623